# Seznam českých písňových textařů
Toto je seznam českých písňových textařů. Kritériem pro uvedení písňového textaře v článku je jeho významnost dle hledisek Wikipedie.

## A
- Jiří Aplt (1917–1990)

## B
- Richard Bergman (* 1956)
- Michal Bukovič (1943–2008)
- Vratislav Blažek (1925–1973)
- Zdeněk Borovec (1932–2001)
- Aleš Brichta (* 1959)
- Aida Brumovská (* 1940)
- Petr Bukovský (* 1947)

## C
- Pavel Cmíral (* 1945)

## Č
- František Ringo Čech (* 1943)
- Miloň Čepelka (* 1936)
- Miroslav Černý (* 1937)
- Vladimír Čort (1943–2014)

## D
- Jiří Dědeček (* 1953)
- Vladimír Dvořák (1925–1999)
- Vilda Dubský (1916–1974)

## F
- Jiří Fallada (1933–2002)
- Jan Šimon Fiala (* 1936)
- Jiřina Fikejzová (1927–2020)
- Ivo Fischer (1924–1990)
- Václav Fischer (1926–2013)

## G
- Jiří Grossmann (1941–1971)

## H
- Lou Fanánek Hagen (* 1966)
- Karel Hašler (1879–1941)
- Ivan Hlas (* 1954)
- Mirek Hoffmann (1935–2019)
- Michal Horáček (* 1952)
- Hana Horecká (* 1954)
- Václav Hons (* 1938)
- Jaroslav Hutka (* 1947)

## J
- Jaroslav Jakoubek (1927–1993)
- Michael Janík (* 1945)
- Rudolf Jurist (1880–1966)

## K
- Josef Kainar (1917–1971)
- Ladislav Kantor (1945–2015)
- Vladimír Kočandrle ml. (* 1961)
- Pavel Kopta (1930–1988)
- Václav Kopta (*1965)
- Lukáš Koranda (*1990)
- Jan Korda (1904–1986)
- Ronald Kraus (1927–1996)
- Jan Krůta (* 1946)
- Eduard Krečmar (1942–2023)
- Karel Kryl (1944-1994)

## L
- Josef Laufer (* 1939)
- Pavel Žalman Lohonka (* 1946)

## M
- Jaroslav Machek (* 1949)
- Zbyšek Malý (1938–2000)
- Oskar Man (1946–1978)
- Karel Melíšek (1905–1942)
- Ivan Mládek (* 1942)
- Jarka Mottl (1900–1986)

## N
- Bohuslav Nádvorník (1920–1994)
- Jaroslav David Navrátil (* 1928)
- Jaromír Nohavica (* 1953)
- Petr Novotný (* 1947)

## O
- Gabriela Osvaldová (* 1953)

## P
- Ivo Plicka (* 1946)
- Eduard Pergner (1935–2001)
- Oskar Petr (* 1952)
- Vladimír Poštulka (1943–2019)
- Michael Prostějovský (* 1948)

## R
- Petr Rada (1932–2007)
- Ivan Rössler (* 1945)
- Zdeněk Rytíř (1944–2013)

## Ř
- František Řebíček (1931–2021)

## S
- Jan Schneider (1934–2014)
- Ruda Sieger (1905–1987)
- Aleš Sigmund (1944–2018)
- Hana Sorrosová (* 1958)
- Michal Stein (* 1959)
- Ondřej Suchý (* 1945)
- Jiří Suchý (* 1931)
- Zdeněk Svěrák (* 1936)
- Růžena Sypěnová (1932–2005)

## Š
- Karel Šíp (* 1945)
- Pavel Šrut (1940–2018)
- Jiří Štaidl (1943–1973)

## T
- Jiří Tichota (* 1937)
- Jiří Traxler (1912–2011)

## V
- Dušan Vančura (1937–2020)
- Zbyněk Vavřín (1919–2001)
- Jan Vodňanský (1941–2021)
- Ladislav Vostárek (* 1946)
- Jiří Voskovec (1905–1981)
- Pavel Vrba (1938–2011)
- Jan Vyčítal (1942–2020)

## W
- Jan Werich (1905–1980)
- Jaroslav Wykrent (1943–2022)

## Z
- Hana Zagorová (1946–2022)
- Jiří Zmožek (* 1943)
- Marcel Zmožek (* 1965)

## Ž
- Pavel Žák (* 1941)
- Hynek Žalčík (1949–2005)
- Michael Žantovský (* 1949)